# جوش هولواي
جوش هولواي (بالإنجليزية: Josh Holloway)‏ ممثل أمريكي من مواليد 20 يوليو 1969، حاصل على جائزة نقابة ممثلي الشاشة 2005 لأفضل مجموعة في مسلسل درامي عن دورهم في مسلسل لوست.

## الحياة الشخصية
في نهاية تصوير الحلقة الأولى من مسلسل لوست في أواهو هاواي، تقدم هولواي لخطبة صديقته منذ فترة طويلة يسيكا كومالا، المواطنة الأندونيسية ذات الأصول الصينية. وتزوج الاثنان في 1 أكتوبر 2004. لديهما الآن ولدان: ابنة تدعى جافا كومالا (ولدت في 2009)، وابن يدعى هنتر لي (ولد في 2014).
تشمل اهتماماته هولواي القوارب والمراكب الشراعية، التزلج على الجليد، فنون الدفاع عن النفس، موتوكروس، صيد الأسماك الطائرة، والإيتار. على شاشة القناة الرابعة البريطانية فيلم قصير التي بثت في المملكة المتحدة، قال «أنا أتمتع بـ البيرة،» ورأى أن أعظم اختراع على الإطلاق كان «المشروبات الكحولية المقطرة»، بينما زملاؤه في لوست أختاروا «القلم والورقة»، «عجلة القيادة،» و«الإيتار».

## روابط خارجية
- جوش هولواي على موقع IMDb (الإنجليزية)
- جوش هولواي على موقع روتن توميتوز (الإنجليزية)
- جوش هولواي على موقع ألو سيني (الفرنسية)
- جوش هولواي على موقع أول موفي (الإنجليزية)
- جوش هولواي على موقع قاعدة بيانات الأفلام السويدية (السويدية)
- جوش هولواي على موقع إن إن دي بي (الإنجليزية)
- جوش هولواي على موقع قاعدة بيانات الفيلم (الإنجليزية)
- جوش هولواي على موقع كينوبويسك (الروسية)
- Josh Holloway Spanish Fansite
- Josh Holloway at FanForum

## الأعمال

### الأفلام
| السنة | العنوان                              | الدوور         | ملاحظات   |
| ----- | ------------------------------------ | -------------- | --------- |
| 2001  | Cold Heart                           | Sean           |           |
| 2002  | Moving August                        | Loren Carol    |           |
| 2002  | Mi Amig                              | Younger Pal    |           |
| 2002  | My Daughter's Tears                  | Uncredited     |           |
| 2002  | Sabretooth                           | Trent Parks    |           |
| 2003  | Doctor Benny                         | Pheb           |           |
| 2006  | Just Yell Fire                       | Himself        | Free film |
| 2007  | Whisper                              | Max Truemont   |           |
| 2009  | Stay Cool                            | Wino           |           |
| 2011  | Mission: Impossible – Ghost Protocol | Trevor Hanaway |           |
| 2013  | Battle of the Year: The Dream Team   | Derrek         |           |
| 2013  | Paranoia                             | Agent Billups  |           |

### التلفزيون
| السنة     | العنوان                        | الدور               | ملاحظات                            |
| --------- | ------------------------------ | ------------------- | ---------------------------------- |
| 1999      | Angel                          | Good-Looking Guy    | Episode: 'City of...'              |
| 2001      | Walker, Texas Ranger           | Ben Wiley           | Episode: 'Medieval crimes'         |
| 2003      | CSI: Crime Scene Investigation | Kenny Richmond      | Episode: 'Assume Nothing'          |
| 2003      | Lyon's Den                     | Lana's Toyboy       | Episode: 'Separation Anxiety'      |
| 2004      | NCIS                           | Sheriff             | Episode: 'My Other Left Foot'      |
| 2004      | Good Girls Don't               | Eric                | Episode: 'Addicted to Love'        |
| 2004–2010 | الضياع                         | James "Sawyer" Ford | Main Role (116 episodes)           |
| 2011      | Community                      | Black Rider         | Episode: 'A Fistful of Paintballs' |
| 2011      | Five                           | Bill                |                                    |
| 2013      | Yo Gabba Gabba!                | Farmer Josh         | Episode: Farm                      |
| 2013      | Intelligence                   | Gabriel             | upcoming TV series                 |

| 2016 | colony

### مقاطع غنائية
| السنة | الأغنية | الشخصية     | ملاحظات |
| ----- | ------- | ----------- | ------- |
| 1993  | Cryin'  | Purse thief |         |

### ألعاب فيديو
| السنة | اللعبة                             | الدور | ملاحظات |
| ----- | ---------------------------------- | ----- | ------- |
| 2007  | Command & Conquer 3: Tiberium Wars | Ajay  |         |

### الإعلانات
| السنة        | نوع الإعلان          | Country       |
| ------------ | -------------------- | ------------- |
| 2007–present | Cool Water (perfume) | International |
| 2008         | Magnum (ice cream)   | تركيا         |